# Almogàvers
Almogàvers («almogávares») es un juego de rol ambientado en la época de los almogávares, es decir en los siglos XIII y XIV. Creado por Enric Grau con la colaboración de Ricard Ibáñez y algunos otros coautores, el juego fue publicado en enero de 1995 por la hoy en día desaparecida editorial barcelonesa Joc Internacional. Almogàvers tiene la particularidad de haber sido el primer juego de rol en catalán. Tres años antes de su publicación, en 1992, Joc Internacional había publicado ya un juego de rol en catalán, El Senyor dels Anells, el joc de rol de la Terra Mitjana, pero se trataba de una traducción del juego estadounidense conocido como MERP y no de una creación autóctona catalana.

## Historia del juego
Almogàvers nació como un proyecto lanzado por Francesc Matas Salla, fundador y propietario de la editorial Joc Internacional. Matas Salla tenía la intención de publicar un juego de rol que cumpliera tres requisitos: que el juego estuviera en catalán, que se titulara Almogàvers y que tratara sobre las tropas epónimas del título. Le faltaba sin embargo un autor o equipo de autores que trabajaran en la creación del juego y anunció entonces el proyecto a los miembros colaboradores de su editorial. Fue uno de estos colaboradores de Joc Internacional, Ricard Ibáñez (ya entonces autor del primer juego de rol español, Aquelarre, así como de numerosos artículos en la revista de la editorial, Líder), quien propuso el proyecto a Enric Grau, por ser este último uno de los miembros más activos y creativos de su club de rol, el Club de Rol Auryn. Grau aceptó encantado y tras numerosas pruebas de juego realizadas principalmente con otros miembros del club, Almogàvers estuvo acabado en 1994 y finalmente publicado en enero de 1995. 

## Suplementos y extrapolaciones
El juego no obtuvo el éxito necesario como para que se publicaran suplementos que lo completaran. A pesar de ello Enric Grau reutilizó su sistema de juego en Tirant lo Blanc, una extrapolación de Almogàvers a la obra literaria epónima.

## Ilustraciones
Las cubiertas y las ilustraciones interiores de Almogàvers y Tirant lo Blanc corrieron a cargo de Albert Monteys, director de la revista satírica El Jueves de 2006 a 2011. Monteys ya había trabajado con anterioridad como ilustrador para Joc Internacional y su revista Líder, esencialmente dibujando las tiras cómicas conocidas como Tío Trasgo, Tío Napo y El Club, que aparecían regularmente en la revista.

## Disponibilidad del juego
Con el cierre en 1998 de Joc Internacional, editorial que lo publicaba, Almogàvers dejó de ser distribuido en librerías. Aun así un cierto número de ejemplares nuevos sigue estando a la venta en sitios web especializados en la venta por internet.